# Shane Songs
Shane Songs AB är en svensk etikett inom Sony Music, beläget i Högberga utanför Stockholm. Bolaget grundades av Jörgen Elofsson år 2000 och har bland annat arbetat med Britney Spears, Shayne Ward och Westlife. Shane var Elofssons tidigare artistnamn.